# 米德爾頓鎮區 (密蘇里州拉法葉縣)
米德爾頓鎮區（英語：Middleton Township）是位於美國密蘇里州拉法葉縣的一個行政鎮區。

## 地方資料
米德爾頓鎮區的面積為170.20平方千米，當中陸地面積為167.12平方千米，而水域面積為3.08平方千米。根據2020年美國人口普查的數據，當地共有人口1677人，而人口密度為每平方千米9.85人。